# Ruben Boumtje-Boumtje
Ruben Bertand Boumtje-Boumtje (Edéa, Camerún, 20 de mayo de 1978) es un exjugador de baloncesto camerunés que jugó en la NBA desde 2001 hasta 2003. Con 2.13 metros de estatura, jugaba en la posición de pívot. 

## Carrera

### Universidad
Procedente del Instituto Archbishop Carroll en Washington D. C., Boumtje-Boumtje disputó cuatro temporadas en la Universidad de Georgetown, finalizando cuarto en tapones en la historia de los Hoyas con 225, detrás de Patrick Ewing, Alonzo Mourning y Dikembe Mutombo, míticos pívots de la NBA. Su mejor año fue el júnior, promediando 12.8 puntos, 7.7 rebotes y 2.5 tapones por partido, además de un 48.7% en tiros de campo. En su temporada sénior aportó 9.1 puntos, 6.8 rebotes y 2.4 tapones por encuentro. En 2001 fue nombrado Mejor Atleta-Escolar del Este del Año.

### NBA
Fue seleccionado por Portland Trail Blazers en la 49.ª posición de la segunda ronda del Draft de 2001, apareciendo en 33 partidos en su primera temporada en la liga y promediando 1.2 puntos y 1.7 rebotes en 7.4 minutos por noche. En las dos siguientes campañas en la NBA tan solo disputó 11 encuentros, todos ellos en los Blazers para anotar un total de 43 puntos y conseguir 57 rebotes en 44 partidos en su carrera en la NBA, uno de ellos como titular.
El 21 de enero de 2004 fue traspasado junto con el base Jeff McInnis a Cleveland Cavaliers a cambio del alero Darius Miles. Posteriormente fue cortado sin llegar a jugar ningún partido con la camiseta de los Cavaliers. En julio de 2005, fue seleccionado en el Draft de la AABL de 2005, pero la liga desapareció antes de que Boumtje-Boumtje debutara en ella. El 22 de agosto de 2005, Orlando Magic le fichó y jugó la liga de verano de Las Vegas promediando 4.8 puntos y 3.6 rebotes en 16.8 minutos de juego.

## Estadísticas de su carrera en la NBA

### Temporada regular
| Año     | Equipo   | PJ | PT | MPP | %TC  | %3P | %TL   | RPP | APP | ROB | TPP | PPP |
| ------- | -------- | -- | -- | --- | ---- | --- | ----- | --- | --- | --- | --- | --- |
| 2001-02 | Portland | 33 | 1  | 7.4 | .406 | –   | .520  | 1.7 | .1  | .1  | .5  | 1.2 |
| 2002-03 | Portland | 2  | 0  | 2.5 | .000 | –   | –     | .5  | .5  | .5  | .0  | .0  |
| 2003-04 | Portland | 9  | 0  | 2.9 | .200 | –   | 1.000 | .1  | .1  | .0  | .1  | .4  |
| Total   |          | 44 | 1  | 6.3 | .368 | –   | .556  | 1.3 | .1  | .1  | .4  | 1.0 |

## Curiosidades
- Habla tres lenguajes; una lengua de Camerún, francés e inglés.
- Le gusta cocinar y crear nuevas recetas.
- Disfruta viendo el fútbol.
- Jack Nicholson es su actor favorito.
- Destaca en los bailes de hip-hop.